# بلوهوست
بلوهوست (بالإنجليزية: Bluehost)‏ هي شركة استضافة مواقع مملوكة لمجموعة Endurance International Group - EIG الدولية، تأسست في عام 2003 من قبل مات هيتون. وهي الآن واحدة من أكبر شركات الاستضافة لما تقوم به من عمليات التسويق الإلكتروني بشكل منافس جدا، تستضيف حاليا ما يقارب 2 مليون موقع ويب في سيرفراتها الواقعة في بروفو في ولاية يوتا في الولايات المتحدة في منشأة تبلغ مساحتها ما يقارب 4600 متر مربع، توظف Bluehost حاليا ما يقارب 750 موظف.
من أبرز خدمات الاستضافة التي تقدمها:
- الاستضافة المشتركة بنظام لينكس.
- استضافة ووردبريس المشتركة والمدارة.
- استضافة الخادم الافتراضي الخاص.
- استضافة الخوادم المتخصصة.

## التاريخ
قام مات هيتون بتصور فكرة بلوهوست لأول مرة في عام 1996. ومع ذلك، أنشأ لأول مرة شركتي استضافة على شبكة الإنترنت، 50megs.com و0catch.com، قبل أن يستقر في النهاية على Bluehost في عام 2003.
في 2009, قامت بلوهوست بإطلاق عملية جديدة تسمى خنق وحدة المعالجة المركزية والتي تعني تقليل حصة العملاء من استخدام المعالج في وقت قامت مواقع العميل باستهلاك كبير لموارد السيرفر في وقت واحد. مما ينشأ عنه تجميد أو وقف مواقع العملاء التي تستهلك موارد السيرفر بشكل فعلي، وهذا أدى إلى منع المواقع الإلكترونية للعملاء من العمل لمدة ساعات خلال اليوم.
وفي يونيو من العام 2010، تم الاستحواذ على بلوهوست من قبل Endurance International Group الشركة المالكة لاستضافة أي بيج. وبعد مرور 12 شهر من ذلك التاريخ، قام مات هتيون بالإعلان على مدونته أنه تنحى عن منصب المدير التنفيذي لشركة بلوهوست ليركّز بعمله على تصميم منصة الاستضافة والبنية الفنية في الشركة. وفي حينها استلم كو دان هاندي منصب المدير التنفيذي. وفي عام 2013, قدمت بلوهوست خدمة استضافة الخادم الافتراضي الخاص واستضافة الخوادم المتخصصة.
وفي يناير من العام 2015, عيّنت Endurance International Group مايك اولسون مديرا تنفيذيا لبلوهوست، في حين ذهب كو دان هاندي ليمارس أعمال في مجال تطوير الهواتف المحمولة.

## اختراق أمني
في مارس من السنة 2015, قام الجيش السوري الإلكتروني باختراق بلوهوست أمنيا. وفي نفس الوقت تم اختراق Justhost, هوست جيتور، Fastdomain، الشركات المملوكة من قبل Endurance International Group وذلك لأن الجيش السوري الإلكتروني ادعى أن بلوهوست تستضيف مواقع إرهابية على سيرفراتها،. وقام الجيس السوري الإلكتروني بنشر صور لقطات شاشة للاختراق في تويتر.